# カブカナス
カブカナス（モンゴル語: Qabqanas）とは、現在のロシア連邦トゥヴァ共和国東部に居住していたモンゴル系民族。

## 概要
『元朝秘史』によると、オイラト、ブリヤート、バルグなどともにジョチのホイン・イルゲン（「森の民」）征服によってモンゴル帝国に降った集団の一つであった。『元朝秘史』はまたチャウジン・オルテゲイからオロナウル、コンゴタン、アルラト、スニト、カブトルカス、ゲニゲスの6氏族が生じたとするが、この「カブトルカス」もカブカナスと同一の集団を指すのではないかと考えられている。ただし、カブトルカスなど6氏族がチャウジン・オルテゲイから生じたという記述は『元朝秘史』にしか見られず、史実とは考えがたい。
カブカナスの生業については『元史』巻63志15地理志6「西北地附録」に詳細な記述があり、以下のように記される。
以上の記述をまとめると、(1)樺の木の皮でテントを作る。(2)白鹿（トナカイ）を荷駄用に用い、その乳を搾る。(3)家畜の数が少ない。(4)山丹などの植物の根を採集して食べる。(5)冬に木馬（スキー）を使用して狩猟を行う、という5点がカブカナスの特徴として挙げられる。エニセイ川流域には現在もトナカイ飼養狩猟民のトゥバ人が居住しているが、その生活形態は上述したようなカブカナスの生業と一致し、カブカナスもまた現代で言う所のトナカイ飼養狩猟民であったといえる。

## 「森のウリヤンカト」との関係
ペルシア語史料の『集史』にはカブカナスに関する記述が全く存在しないが、その代わりに「森のウリヤンカト」という部族の生業について詳しく記されている。森のウリヤンカト生業はカブカナスと酷似しているが、逆に森のウリヤンカトという集団名は『集史』にのみ見られ漢文史料には全く現れてこない。
この点について、宇野伸浩は『集史』の「森のウリヤンカト」の記述はほぼ生業形態についてしか記述していないことに注目し、「森のウリヤンカト」はあくまで生業形態が共通する諸部族の総称であって、カブカナスも「森のウリヤンカト」に含まれるトナカイ飼養民の一つなのであろう、と指摘している。

## 参考資料
- 宇野伸浩「ホイン・イルゲン考-モンゴル帝国・元朝期の森林諸部族-」『早稲田大学文学研究科紀要別冊哲学・史学編』別冊12、1986年
- 志茂碩敏『モンゴル帝国史研究 正篇』東京大学出版会、2013年
- 村上正二訳注『モンゴル秘史 1巻』平凡社、1970年
- 村上正二訳注『モンゴル秘史 3巻』平凡社、1976年
- 安木新一郎「「森の民」に関する覚書 ―モンゴル帝国支配下のシベリア―」『函館大学論究』52巻1号、2020年